# Садовая улица (Зеленогорск)
Садо́вая у́лица — улица в городе Зеленогорске Курортного района Санкт-Петербурга. Проходит от Спортивной улицы до границы с посёлком Комарово.
Название появилось в послевоенное время. Его этимология неизвестна.
Застройка Садовой улицы имеется только на северной (чётной) стороне. Все эти дома расположены в границах земельного участка, сформированного «для природоохранных целей», поскольку входят в границы памятника природы «Комаровский берег».